# ニュースパス

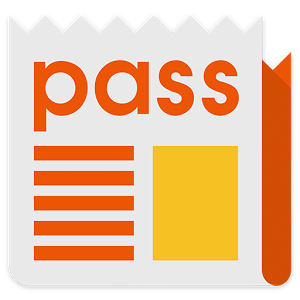
ニュースパス

ニュースパスとは、KDDIとグノシーがスマートフォン向けに提供しているニュース配信アプリである。

## 概要
2016年（平成28年）6月1日より配信を開始。200媒体以上のニュースソースをベースに、KDDIとグノシーが新たに共同開発した情報解析・配信技術を用いて、自動的に選定したニュースや情報を届ける。さらに、ユーザが、アプリ上で閲覧したニュース情報について、「記事内容」「ジャンル」「キーワード」「読了までの時間」などを分析することで、ユーザが興味を持つ情報を自動的に学習し、届ける。これにより、ユーザは、一般に広く、高頻度に読まれている「今、旬なニュースや情報」に加え、ユーザの興味・関心に合った「欲しい情報」も意識せずに読むことが、順次可能となる。

## 変革
- 2016年06月　サービス開始
- 2017年02月　地域タブの提供を開始
- 2017年02月　初の全国テレビCMを開始
- 2017年10月　災害情報をタイムリーに届ける新機能の提供を開始
- 2017年12月　Google Play 「ベスト オブ 2017」の ユーザー投票部門にてTOP5アプリに入賞[1]

## 主な機能
- ホーム
- フォロー
- 検索
- 地域タブ - 2017年02月より提供開始
- 災害情報 - 2017年10月より提供開始